# یلنا نیکلانسکایا
یلنا ماتوئینا نیکلانسکایا (ارمنی: Ելենա Մատվեևնա Նիկոլաևսկայա؛ روسی: Елена Матвеевна Николаевская زادهٔ ۲۰۰۶ - درگذشته ۱۸ ژوئیهٔ ۱۹۲۳) مترجم، شاعر اهل ارمنستان بود.

## زندگی‌نامه
وی در ۱۸ ژوئیهٔ ۱۹۲۳ در مسکو به دنیا آمد . همچنین برندهٔ جوایزی همچون چهره فرهنگی شایسته ارمنستان شوروی شده‌است. وی در ۲۰۰۶ در سن ۸۳ سالگی در مسکو درگذشت و در آرامستان واگانکوفسکوی به خاک سپرده شد.